# El Cós (l'Esquirol)
El Cós és una masia de l'Esquirol (Osona) inclosa a l'Inventari del Patrimoni Arquitectònic de Catalunya.

## Descripció
Masia de planta rectangular (8x7) coberta a dues vessants amb el carener paral·lel a façana orientada a migdia. Consta de planta i primer pis. Presenta dos cossos antics, adossats a la planta original, de característiques molt semblants a aquesta. Un és un cobert i l'altre són corts i habitatge al primer pis. Les obertures no presenten cap eix composició. A la façana O hi ha un annexa modern de pedra més gran, utilitzat com a residència dels amos. Les restes del cos original i els emmarcaments d'algunes obertures són de pedra picada.

## Història
No està documentada, no obstant sembla que fou un masia de certa importància, puix que disposava de tres masoveries. Apareix mencionat en el "Nomenclator de la Provincia de Barcelona. Partido Judicial de Vich. 1860" com casa de pagès.